# Canton de Lavoûte-Chilhac
Le canton de Lavoûte-Chilhac est une ancienne division administrative française, située dans le département de la Haute-Loire en région Auvergne.

## Composition
Le canton de Lavoûte-Chilhac groupait treize communes :
| Nom                         | Code Insee | Intercommunalité            | Population (dernière pop. légale) |
| --------------------------- | ---------- | --------------------------- | --------------------------------- |
| Lavoûte-Chilhac (chef-lieu) | 43118      | CC des Rives du Haut Allier | 276 (2014)                        |
| Ally                        | 43006      | CC des Rives du Haut Allier | 144 (2014)                        |
| Arlet                       | 43009      | CC des Rives du Haut Allier | 25 (2014)                         |
| Aubazat                     | 43011      | CC des Rives du Haut Allier | 171 (2014)                        |
| Blassac                     | 43031      | CC des Rives du Haut Allier | 145 (2014)                        |
| Cerzat                      | 43044      | CC des Rives du Haut Allier | 204 (2014)                        |
| Chilhac                     | 43070      | CC des Rives du Haut Allier | 199 (2014)                        |
| Mercœur                     | 43133      | CC des Rives du Haut Allier | 140 (2014)                        |
| Saint-Austremoine           | 43169      | CC des Rives du Haut Allier | 44 (2014)                         |
| Saint-Cirgues               | 43175      | CC des Rives du Haut Allier | 152 (2014)                        |
| Saint-Ilpize                | 43195      | CC Brioude Sud Auvergne     | 192 (2014)                        |
| Saint-Privat-du-Dragon      | 43222      | CC des Rives du Haut Allier | 158 (2014)                        |
| Villeneuve-d'Allier         | 43264      | CC des Rives du Haut Allier | 304 (2014)                        |

## Représentation

### Conseillers généraux de 1833 à 2015
Le canton a été supprimé en mars 2015 à la suite du redécoupage des cantons du département et les treize communes ont rejoint le canton du Pays de Lafayette.
| Période               | Identité                                          | Parti               | Qualité |
| --------------------- | ------------------------------------------------- | ------------------- | --- |
| 1833-1871 (décès)     | Barthélemy de Romeuf de la Valette                | Majorité dynastique | Chef d'escadron retraité Maire de Lavoûte-Chilhac Ancien aide de camp du Maréchal Soult Député (1852-1869) |
| 1871-1880             | Alfred Chazelède                                  | Républicain         | Notaire à Lavoûte-Chilhac                                                                                  |
| 1880-1886             | Emmanuel Chatillon                                | Républicain         | Industriel minier à Brioude et au Babory (Blesle)                                                          |
| 1886-1892             | Baron Maurice de Romeuf                           | Droite              | Auditeur au Conseil d'État                                                                                 |
| 1892-1898             | Emmanuel Chatillon                                | Républicain         | Industriel minier à Brioude                                                                                |
| 1898-1919             | Amable Marsset                                    | Rad.                | Docteur-médecin, maire de Lavoûte-Chilhac                                                                  |
| 1919-1928             | Baron Albert d'Anthoüard de Wasservas (1861-1944) | Droite              | Ministre plénipotentiaire Maire de Lavoûte-Chilhac                                                         |
| 1928-1929 (démission) | Fernand Jean Alphonse Allezaix                    | Rad.                | Greffier de la justice de paix, Lavoûte-Chilhac, conseiller d'arrondissement                               |
| 1929-1934             | Jean-Marie Louis Ferlut (1878-1953)               | RG                  | Médecin à Brioude et à Lavoûte-Chilhac                                                                     |
| 1934-1937 (démission) | Ludovic Deluc                                     | RG-PAPF             | Cultivateur, maire de Reilhac                                                                              |
| 1937-1940             | Maurice Thiolas                                   | SFIO                | Avocat, maire de Saint-Eble Député (1933-1942)                                                             |
|                       |                                                   |                     | |
| 1942-1944 (décès)     | Baron Albert d'Anthoüard de Wasservas             |                     | Diplomate, propriétaire à Paris Maire de Lavoûte-Chilhac Nommé conseiller départemental en 1942            |
|                       |                                                   |                     | |
| 1945-1949             | Antoine Eynard                                    | SFIO                | Adjoint au Maire de Villeneuve-d'Allier Ancien conseiller d'arrondissement                                 |
| 1949-1961             | Henri Pegon                                       | DVD-CNIP            | Propriétaire à Lavoûte-Chilhac                                                                             |
| 1961-1973             | Paul Besson (1919-1974)                           | RI                  | Cultivateur à Lomenède Maire de Villeneuve-d'Allier Suppléant du député Jean-Claude Simon (1968-1974)      |
| 1973-1979             | Emile Pegon (1913-1994)                           | PS                  | |
| 1979-1992             | Jean Vigier                                       | UDF                 | Ingénieur en chef du Génie rural                                                                           |
| 1992-2015             | Jean-Pierre Vigier (père)                         | DVD puis MoDem      | Maire de Lavoûte-Chilhac jusqu'en 2008 Vice-président du Conseil général                                   |

### Conseillers d'arrondissement (de 1833 à 1940)
| Période                                  | Période              | Identité                   | Étiquette    | Qualité |
| ---------------------------------------- | -------------------- | -------------------------- | ------------ | --- |
| 1833                                     | 1833 (annulation)    | M. Hazard                  |              | Propriétaire |
| 1833                                     |                      | Louis Marsset              |              | Propriétaire aubergiste, maire de Chilhac                                                                                   |
|                                          |                      |                            |              | |
| 1848                                     | ?                    | M. Gilbert                 |              | |
|                                          |                      |                            |              | |
| av.1895                                  | ?                    | M. Servant-Faye            | Républicain  | Propriétaire au Bois |
|                                          |                      |                            |              | |
| 1913                                     |                      | Michel-Auguste Auvergnon   |              | Adjoint au maire de Lavoûte-Chilhac, suppléant du juge de paix                                                              |
|                                          |                      |                            |              | |
| 1925                                     | 5 avril 1929 (décès) | Louis Allezaix (1873-1929) | Rad.         | Greffier de la justice de paix, conseiller municipal de Saint-Cirgues                                                       |
| 1929                                     | 1931                 |                            |              | |
| 1931                                     | 1937                 | Antoine Eynard             | SFIO         | Agriculteur, marchand de vins et transporteur de bois Président des anciens combattants de Haute-Loire, Villeneuve-d'Allier |
| 1937                                     | 1940                 | Adrien Besson              | Nationaliste | Propriétaire à Villeneuve-d'Allier                                                                                          |
| 1940                                     |                      |                            |              | Les conseils d'arrondissement ont été suspendus par la loi du 12 octobre 1940 et n'ont jamais été réactivés                 |
| Les données manquantes sont à compléter. |                      |                            |              | |

## Démographie
| 1962  | 1968  | 1975  | 1982  | 1990  | 1999  | 2006  | 2011  | 2012  |
| ----- | ----- | ----- | ----- | ----- | ----- | ----- | ----- | ----- |
| 3 276 | 2 931 | 2 505 | 2 469 | 2 321 | 2 273 | 2 267 | 2 228 | 2 214 |